# ソニック ジェネレーションズ
『ソニック ジェネレーションズ』（SONIC GENERATIONS）はセガより発売されたアクションゲーム。ソニック20周年を記念して制作された。PlayStation 3版、Xbox 360版には白の時空（しろのじくう）、ニンテンドー3DS版には青の冒険（あおのぼうけん）というサブタイトルが付けられている。また、サブタイトルが付けられているのは国内版のみである。
Xbox 360版はXbox Oneでもプレイ可能でXbox X Enhancedに対応している。であるので現行機のXbox Series X/Sでも引き続きプレイ可能となっている。更に2021年11月16日にはフレームレートを向上させるXbox FPS BOOSTへの対応が発表され、本作や『ソニック ワールドアドベンチャー』などの60FPSでのプレイがXbox Series X/Sでは可能になった。
Microsoft Windows版は日本国外向けの発売であり、パッケージ版は国内で発売されず、Steamでも国内からの購入は不可能となっている。ただし、日本語は完全にサポートされている。
開発はソニックチームで、青の冒険はディンプスと共同開発。Microsoft Windows版の移植はイギリスのDevil's Detailsが担当した。

## 概要
ソニック生誕20周年を記念して制作・発表された作品。メガドライブ時代のクラシックソニックと、『ソニックアドベンチャー』以降から本作に到るまでに定着しているモダンソニックが共演するという、プロデューサーの飯塚隆曰く「本来ならばタブーだった」内容が20周年の記念として実現した。
白の時空ではクラシックソニックは完全な2Dアクションとなっており、モダンソニックは『ソニック ワールドアドベンチャー』以降採用されている横スクロールアクションと3Dアクションを併合したアクションゲームとなる。映像は両者ともに3Dで描かれ、3Dテレビによる立体視映像にも対応している。『ソニック ワールドアドベンチャー』のために開発されたゲームエンジン『ヘッジホッグエンジン』が本作にも使用されており、本作プロジェクト自体も同エンジンを長く使い続けるための改良（プログラムの高速化など）から端を発している。
青の冒険では、クラシックソニックのシステムや操作、両者ともに3Dで描かれているという点は、白の時空のものとほぼ変わらない。モダンソニックは『ソニック ラッシュ』シリーズやニンテンドーDS版『ソニックカラーズ』を彷彿させるような2Dのステージ構成になっているが、3DSの最大の特徴である立体視を生かした3Dの演出が随所に散りばめられている。その他、インターネット通信での対戦や、すれちがい通信にも対応している。また、両作品共にクラシックソニックは『ソニック・ザ・ヘッジホッグ4』同様、効果音が当時のものになっている。
ステージは過去の作品のものをリメイク起用されており、例えば3Dリメイクされたグリーンヒルゾーンをモダンソニックでプレイしたり、逆にシティエスケープといった元は3Dだったステージを2D構成したものをクラシックソニックや青の冒険でプレイすることが出来る。
ソニック以外のシリーズキャラクターも多く登場するとされていたが、使用キャラクターはあくまで二人のソニックのみであり、青の冒険では登場キャラクターも絞られている。ストーリーも白の時空と青の冒険では多少異なっている。白の時空では初心者向けにオモチャオ（声 - 小桜エツコ）による解説などを設定することができ、操作方法や攻略法を逐次リアルタイムで説明する。青の冒険では、特定の場面で下画面に表示されるアイコンをタッチするか、スタートメニューから操作方法、ミッション内容等を確認する事ができる。
物語の展開上、本作は『ソニック カラーズ』の後の出来事であることが示唆されている。
『白の時空』のリマスター版と新作『シャドウ ジェネレーションズ』のカップリング作品『ソニック × シャドウ ジェネレーションズ』（SONIC X SHADOW GENERATIONS）が2024年10月25日に発売。対応機種はPlayStation 5、PlayStation 4、Nintendo Switch、Xbox Series X/S、Xbox One、PC（Steam / Epic Games Store）のプラットフォームである。

## ストーリー

### 白の時空（PS3/Xbox 360/PC版）
ある日、ソニックの仲間達は本人には内緒でバースデーパーティーを企画、ソニックを驚かせることに成功する。パーティーを楽しむ一同だったが、謎の怪物タイムイーターによって仲間達がどこかへと吸い込まれ消えてしまう。やがてソニックが目を覚ますと、謎の白い世界に投げ出されていた。

### 青の冒険（3DS版）
ある日、テイルスはソニックに内緒でバースデーパーティーを企画し、後は仲間達が集まるだけだったが、手違いで先にソニック本人がパーティー会場へ来てしまう。仕方ないので2人は仲間達が来るのを待っていたものの、謎の怪物タイムイーターによってどこかへと吸い込まれ消えてしまう。やがてソニックが目を覚ますと、謎の白い世界に投げ出されていた。

## 登場キャラクター
ソニック・ザ・ヘッジホッグ
本作の主人公にしてプレイヤーキャラクター。クラシックバージョンとモダンバージョンが登場する。
- モダンソニック

声 - 金丸淳一
仲間達からバースデーを祝ってもらうはずが、タイムイーターの出現で大きな事件へと巻き込まれてしまう。
- クラシックソニック

声 - なし
タイムイーターの出現によって事件に巻き込まれてしまった、過去の世界のソニック。喋ることが出来ず、ジェスチャーで言いたいことを表現する。
マイルス "テイルス" パウアー
ソニックと同様、クラシックバージョンとモダンバージョンが登場する。白の時空のミッションではモダンは競争、クラシックは協力する。
- モダンテイルス

声 - 広橋涼
グリーンヒルに封じられていたところを、モダンソニックに救出される。その後、彼や過去の自分達と共に白い世界を冒険する事になる。
- クラシックテイルス

声 - 吉永拓斗
過去の世界のテイルス。クラシックソニックとは違い、会話する事が出来る。声はモダンとは別の人物が担当している。ミッションでは飛行能力を駆使してソニックの移動を助ける。
ドクター・エッグマン
声 - 大塚周夫（オリジナル）、中村浩太郎（リマスター）
ソニックを敵視する自称悪の天才科学者。クラシックバージョンとモダンバージョンが登場する。
- クラシックエッグマン

過去の世界のエッグマン。クラシックテイルス同様、会話する事ができる。モダンエッグマンに比べ落ち着いた話し方をする。白の時空ではデスエッグロボ、青の冒険ではビッグアームでソニックに挑むも、敗北後突如現れたタイムイーター（を操るモダンエッグマン）にさらわれてしまう。
- モダンエッグマン

白の時空ではエッグドラグーンで、青の冒険ではエッグエンペラーでソニックに戦いを挑む。敗北後はタイムイーターにさらわれるように見せかける形で逃走する。
メタルソニック
声 - なし
打倒ソニックの為にエッグマンが制作した超高性能ロボット。クラシックは両方のバージョンで登場するが、モダンは青の冒険のみ、フィギュアとして登場している。
- モダンメタルソニック

本人はゲームに登場することはなく、青の冒険でフィギュアとしてのみ登場する。
- クラシックメタルソニック

過去の世界のメタルソニック。言葉は話すがテキストのみで、声の付いた台詞はない。カオスエメラルドをかけてクラシックソニックと対決する。
シャドウ・ザ・ヘッジホッグ
声 - 遊佐浩二
ソニックと瓜二つの容姿を持つ黒いハリネズミ。青の冒険では『ソニックアドベンチャー2』の時代のシャドウと競争するが、白の時空ではソニック達と同様事件に巻き込まれた本人と戦うことになる。
シルバー・ザ・ヘッジホッグ
声 - 小野大輔
未来世界の白銀のハリネズミ。超能力の使い手。青の冒険ではDS版『ソニック カラーズ』のシルバーと競争するが、白の時空ではソニック達と同様事件に巻き込まれた本人と戦うことになる。
タイムイーター
ソニックの前に突然現れた時空のゆがみから出現した謎の存在。その強大な力によってソニックの仲間達を様々な世界に飛ばしてしまう。
ソニックカラーズの事件のあと、宇宙を彷徨うエッグマンの目の前で誕生し、過去と未来の2人のエッグマンによって搭乗可能な兵器へと改造される（モダンエッグマン曰く「コイツを完成させるにはワシと同じくらいの天才が必要じゃった。その人物とは…ワシじゃ！」）。そのため、本来はれっきとした生命体である。
白の時空と青の冒険でのデザインは微妙に異なっており、白の時空では最初は4本腕を持った姿で、一定のダメージが加わると下半分が破壊され2本腕の状態になるが、青の冒険では最初から2本腕の状態になっている。
以下のキャラクターは白の時空のみ登場する。
なお、救出する（どちらかのACTを最後にクリアする）のがクラシックかモダンかで台詞が微妙に変化する。
ナックルズ・ザ・エキドゥナ
声 - 神奈延年
ソニックと喧嘩友達のハリモグラ。スカイサンクチュアリに囚われている。
ミッションでは掘削能力を駆使して、クラシックソニックとは競争、モダンソニックとは共に宝を掘り当てる。
エミー・ローズ
声 - 川田妙子
ソニックのことが大好きな自称ソニックのガールフレンド。ケミカルプラントに囚われている。
ミッションでは愛用のピコピコハンマーを駆使し、クラシックソニックとは競争、モダンソニック時はハンマーで高い位置に飛ばす。
ルージュ・ザ・バット
声 - 落合るみ
宝石専門のトレジャーハンターである女コウモリ。シティエスケープに囚われている。
ミッションではクラシックソニックとは勝負、モダンソニックには協力し、敵に色仕掛けをかけて動きを封じる。
クリーム・ザ・ラビット
声 - あおきさやか
礼儀正しく、何事にも一生懸命なエミーの友達。スピードハイウェイに囚われている。
ミッションでは飛行能力を活かし、クラシックソニックとは勝負、モダンソニックにはチャオ達を引き連れて協力する。
ベクター・ザ・クロコダイル
声 - 三宅健太
カオティクス探偵事務所の所長。オレンジルーフスに囚われている。
ミッションではモダンソニックとは音楽で勝負し、クラシックソニック時は遠くの場所に飛ばす。
エスピオ・ザ・カメレオン
声 - 増田裕生
カオティクス探偵事務所のご意見番。シーサイドヒルに囚われている。
ミッションではモダンソニックと隠れ身の術で勝負し、クラシックソニックには忍具を使い協力する。
チャーミー・ビー
声 - 鉄炮塚葉子
カオティクス探偵事務所のムードメーカー。プラネットウィスプに囚われている。
ミッションでは風の力を活かし、クラシックソニックとは勝負、モダンソニックには足場を作る。
ブレイズ・ザ・キャット
声 - 高森奈緒
炎を操る異世界の皇女。クライシスシティに囚われている。
ミッションでは、炎の力とジャンプ力でクラシックソニックと勝負し、モダンソニックには進路上に噴き出る炎を除去する。
オーボット、キューボット
声 - なし
エッグマンが引き連れているロボットの部下。モダンエッグマンの回想シーンのみの登場だったが『シャドウ ジェネレーションズ』では登場し、エッグマンとはぐれた後、二人で脱出のためのロケットを作っていたらしい。
他にも、オメガやビック、ジェットなど過去の主要キャラもフィギュアや看板などとして登場している。

## アクション

### クラシックソニック
基本操作
- スピンアタック

ジャンプをするとこの状態となり、敵や障害物を体当たりで撃破する。
- スピンダッシュ

回転した状態で高速で自らを打ち出して攻撃する。ボタンを連打することでスピードがあがる。
追加アクション・スキル
- ホーミングアタック

白の時空ではスキルを装備、青の冒険ではゲームを進めると、モダンソニックから教えられて使用可能になる。

### モダンソニック
基本操作
- スピンアタック

基本的な能力はクラシックソニックと変わらないが、小ジャンプを行った際はこの状態に移行しない。
- ブースト

ゲージを消費し、持続中は接触した敵にダメージを与えふっ飛ばしながら高速で走行する。ゲージを貯める方法はリングを入手・敵を倒すなど。
ジャンプ中に発動すると持続できない。
白の時空ではトリックを決めた際にも上昇するが、このときだけブーストゲージの上限を一時的に突破することができる。
青の冒険ではゲージが満タンになると一定時間ブーストが使い放題になる。
- ホーミングアタック

ジャンプ中に敵やスプリング等の特定のものにロックオンカーソルが表示された際にボタンを押すと、対象物に向かってスピンアタックを決める。
白の時空では、レール始点にもロックオンカーソルがつく。
- クイックステップ

白の時空の3Dゾーンのみ、左右に高速移動して敵や障害物を避ける事が出来る。
- ストンピング

空中にいる際に真下へと急降下し敵や障害物を破壊する事が出来る。
青の冒険では、ゲームを進めるとモダンテイルスにソニックの靴を改良したものを渡されて使用可能になる。
- 三角跳び

壁に張り付いて三角跳びを行なうアクション。白の時空では特定の壁でしか使用出来ないが、青の冒険では制限は無い。
- スライディング

走行中にしゃがみボタンを押す事で、狭い隙間をくぐり抜けながら敵に攻撃する事が可能。
- ドリフト

白の時空のみ、レースゲームのように速度を落とさずに曲がる事が出来る。
ドリフト中はスピン状態になるため敵を弾き飛ばせる他、ブーストゲージも自然回復していく。
- ライトダッシュ

白の時空のみ、特定箇所に存在するマークリングで可能。

## ステージ
ACT1のクラシック・ACT2のモダンとでステージ構成が大きく異なる。また、白の時空と青の冒険ではリメイク起用されるステージもグリーンヒル以外は別々だが、
白の時空のダウンロードコンテンツで登場するピンボールは、カジノナイトのステージデザインやBGMが使用されている。
青の冒険では、カオスエメラルドを回収するスペシャルステージ（『ソニックヒーローズ』がベース）があり、すれちがい通信、もしくはゲームコインを使用する事で100のミッションを挑戦出来る要素も導入されている。

### 白の時空（PS3/Xbox 360/PC版）
グリーンヒル（Green Hill）
『ソニック・ザ・ヘッジホッグ』の第1ゾーン。冒険の始まりの舞台、眼下に広がる海と青空が綺麗な草原ステージ。
ACT1・ACT2ともに、それぞれのソニックの基本を押さえた構成となっている。
ケミカルプラント（Chemical Plant）
『ソニック・ザ・ヘッジホッグ2』第2ゾーン。毒々しい薬品が流れるDr.エッグマンの化学工場。
薬品が通路を横切るように飛来したり、薬液に沈んだ水中パートが存在する。
スカイサンクチュアリ（Sky Sanctuary）
『ソニック&ナックルズ』第6ゾーン・ナックルズ編最終ステージ。宇宙に向かって上昇していくDr.エッグマンの巨大空中要塞『デスエッグ』を追う、天空に浮かぶ神殿ステージ。クラシックでは終始上昇していくデスエッグの姿が見えるが、モダンではゴール地点でのみデスエッグの姿を見ることが出来る。
ところどころに上から踏むと飛び跳ねられる雲や、脆い足場、上層階まで飛ばされるポータルなどのギミックが存在する。
スピードハイウェイ（Speed Highway）
『ソニックアドベンチャー』ステーションスクエアのアクションステージ。立ち並ぶ高層ビルのネオンが美しい夜の街ステージ。
高速道路やビルの屋上などを縦横無尽に駆け抜けつつ、ヘリコプターやロケットなどのギミックを駆使して警察の追跡をかいくぐる。
シティエスケープ（City Escape）
『ソニックアドベンチャー2』ヒーローサイドの第1ステージ。勾配の激しいダウンタウンを駆け巡る市街地ステージ。清々しく晴れた空のもと、ボードを使った滑走シーンや、"GUN"の巨大トラックに追いかけられ、最終的にトラックが大破するシーンも健在。
前作同様にボーカル付きBGM『Escape From The City』が使用されている。
シーサイドヒル（Seaside Hill）
『ソニックヒーローズ』の第1ステージ。赤と白に彩られた海洋遺跡が立ち並ぶ、南国の海岸ステージ。
ステージ名はシーサイドヒルであるが、第2ステージであるオーシャンパレス(Ocean Palace)に存在したトラップなどが配置された区域が盛り込まれており、モダンのBGMはシーサイドヒルとオーシャンパレスのBGMが連結されたものとなっている。また海の住人の助けを借りながら突破するギミックなどが存在する。
後半ステージだけあって水中を長く通る区間が存在し、窒息に注意する必要がある。
クライシスシティ（Crisis City）
『ソニック・ザ・ヘッジホッグ（2006）』シルバー編の第1ステージ。炎が吹きすさび、イブリースが生み出したモンスターが蔓延る、イブリースによって破壊された未来都市が舞台のステージ。崩れる道路や溶岩の海に沈んだ廃ビル群を飛び越え、強い熱風で飛んでくる障害物や炎を避けながら進んでいく。
クラシックでは中盤にいきなりゴールが見えるが、突風により足場ごと飛んで行ってしまい、それを追う形でステージを進んでいく。
なお、イブリースが生み出したモンスターは登場するが、イブリースの姿は見えない（一応、火炎竜巻の中にいるという設定があり、全く登場しないというわけではない）。
オレンジルーフス（Orange Roofs / Rooftop Run）
『ソニック ワールドアドベンチャー』スパゴニアのステージ。オレンジ色の屋根とレンガ造りの建物が立ち並ぶ街を進むステージ。
本作ではお祭り的な雰囲気が出ており、スパゴニア大学には原作に登場した国の国旗が掲げられている。
昼ステージが基本であり、ブーストの速度を活かせる長大なコースはACT2で健在。周囲よりひときわ高い時計塔の屋上から、レールで一気に滑り降りるシーンもルートこそ違えど再現されている。
ACT1は後半ステージだけあって足場・トラップの置き方が少し厄介。中盤では、夜ステージで使用された倉庫区間を、転がってくる大きな樽をかいくぐりながら通過していく。
プラネットウィスプ（Planet Wisp）
『ソニック カラーズ』第4エリア。本来は不思議な宇宙人『ウィスプ』達が暮らす自然豊かな惑星だが、Dr.エッグマンが侵略し、エッグプラネット・パークのアトラクションと称して基地を建設しており、至る所で自然破壊を行っている。
このステージでのみ、『ウィスプ』の力で発動する特殊アクション『カラーパワー』が使用可能であり、原作では強制使用は避けられていたが(遠回りをすることでカラーパワーを一切使用せずゴールできる)、こちらでは攻略に必須。ACT1クラシックでは『ピンク・スパイク』、ACT2モダンでは『オレンジ・ロケット』が使える。

### 青の冒険（3DS版）
グリーンヒル（Green Hill）
『ソニック・ザ・ヘッジホッグ』第1ゾーン。冒険の始まりの舞台、眼下に広がる海と青空が綺麗な草原ステージ。
構成は白の時空と異なり、ACT1（クラシック）では原作のステージを忠実に再現し、一方のACT2（モダン）ではブーストを使って駆け抜ける構成になっている。
カジノナイト（Casino Night）
『ソニック・ザ・ヘッジホッグ2』第4ゾーンとして登場した。色鮮やかなネオンきらめく夜のカジノ街ステージ。
丸まったソニックをピンボールのように弾き飛ばす仕掛けや、絵柄が揃うと大量のリングが貰えるスロットなど、華やかなギミックは健在。
マッシュルームヒル（Mushroom Hill）
『ソニック&ナックルズ』第1ステージ。巨大なキノコが群生する森のステージ。
ACT1（クラシック）では夏、ACT2（モダン）では秋と、原作同様にACTによって季節・景観が異なる。
エメラルドコースト（Emerald Coast）
『ソニックアドベンチャー』ステーションスクエアのアクションステージ。さわやかな青空と、光り輝くエメラルドブルーの海が美しい海岸ステージ。
点在する島々をジャンプで飛び移ったり、海の上をブーストで渡ったりしながら進む。この海域に生息する巨大なシャチが、ソニックの行く手を阻む。
今作でのBGMは、ACT1では『Azure Blue World』、ACT2では『Windy And Ripply』が使用されている。
ラジカルハイウェイ（Radical Highway）
『ソニックアドベンチャー2』より、ダークサイドにおけるシャドウ初操作時のステージ。夜の摩天楼を貫く建設途中の高速道路と、赤い巨大なツリ橋が象徴的なステージ。
執拗に邪魔をしてくるGUNのロボットや戦闘機の攻撃を潜り抜け、ループやラセン状に湾曲した高速道路を走り抜けるステージ。
ウォーターパレス（Water Palace）
『ソニック ラッシュ』より、ソニック編の第2ステージ。地中海をイメージさせる青と白のコントラストが美しい荘厳な水の神殿。
ウォータージェットやウォータースライダーなど、その名の通り水を使ったギミックが数多く存在し、息継ぎが必要な長い水中地帯も多い。
トロピカルリゾート（Tropical Resort）
『ソニック カラーズ』第1エリア。Dr.エッグマンが造った宇宙遊園地『エッグプラネット・パーク』の玄関口。
白の時空と同じくこのステージでのみ『カラーパワー』が使用でき、クラシックでは『レッド・バースト』、モダンでは『シアン・レーザー』が使える。

## 敵キャラクター

### 白の時空（PS3/Xbox 360/PC版）
ジミー "モトラ"
『ソニック・ザ・ヘッジホッグ』より。グリーンヒルに登場。鋭い爪を持った、一輪で動くてんとう虫型メカ。ソニックに目掛けて走り出す。ミッションモードではこれの巨大バージョンが登場する。巨大バージョンは攻撃しても一定時間気絶するのみで、倒せない。
ビートン
『ソニック・ザ・ヘッジホッグ』より。グリーンヒルに登場。上空に飛ぶハチ型メカで、お尻からソニックに目掛けてエネルギー弾を放つ。ミッションではこれの巨大バージョンが登場する。巨大バージョンは攻撃しても一定時間気絶するのみで、倒せない。
バサバサ
『ソニック・ザ・ヘッジホッグ』より。グリーンヒルとシーサイドヒルに登場。橋のあるエリアに生息する赤いピラニア型メカで、飛び跳ねながら噛み付いて来る。更にグリーンヒルでは、一部のエリアのみに巨大バージョンが登場する。
ガニガニ
『ソニック・ザ・ヘッジホッグ』より。グリーンヒルとプラネットウィスプに登場。横向き歩きをするカニ型メカで、鋏からロケット（原作ではエネルギー弾）を両サイドから放つ。
スティンガー
『ソニック・ザ・ヘッジホッグ2』より。グリーンヒルとプラネットウィスプに登場するが、色以外の外観及び攻撃法はビートンと変わらない。
ランダー
『ソニック・ザ・ヘッジホッグ2』より。ケミカルプラントに登場。歩行速度は非常に遅いが、接近すると頭からエネルギー弾を放つ。
グラバー
『ソニック・ザ・ヘッジホッグ2』より。ケミカルプラントに登場。天井のあるエリアに出没するクモ型メカで、接近すると急降下し、ソニックを捕獲する。レバーを動かして脱出しないとソニックを捕獲したまま自爆を行い、ダメージを受ける。
エッグロボ
『ソニック&ナックルズ』より。スカイサンクチュエアリーに登場。エッグマンの姿をしたロボットで、ブラスター銃で攻撃する。原作では雑魚敵のほかに、ナックルズ編においてエッグマンの代理としてエッグモービルに搭乗し、ボスとして戦う
コップスピーダー
『ソニックアドベンチャー』より。スピードハイウェイに登場。浮遊するパトカーに乗ったキキで、ソニックを発見しては追跡し、体当たりを仕掛ける。またモダンでは、ソニックが高層ビルから駆け下りている間でも追跡する。
スピナ
『ソニックアドベンチャー』より。スピードハイウェイ、シーサイドヒル、プラネットウィスプに登場。空中に浮きながら刃を回転させて襲って来る。
スパナ
『ソニックアドベンチャー』より。スピードハイウェイ、シーサイドヒル、プラネットウィスプに登場。スピナとは変わらないが、相違点としては一定間隔で電気を放出して攻撃するため、足場にする際は注意が必要。
GUNハンター
『ソニックアドベンチャー2』より。シティエスケープに登場。GUNが製作した軍事用戦闘メカで、地上からソニックに目掛けてレーザーを放つ。
GUNビートル
『ソニックアドベンチャー2』より。シティエスケープに登場。GUNが製作した軍事用戦闘メカで、空中からソニックに目掛けてレーザーを放つ。
エッグポーン
『ソニックヒーローズ』より。シーサイドヒルとプラネットウィスプに登場。シーサイドヒルでは槍やブラスターで攻撃し、プラネットウィスプでは更につるはしを投げて来るタイプがいる。
イブリースバイター
『ソニック・ザ・ヘッジホッグ（2006）』より。クライシスシティに登場。イブリースによって生み出された四足の炎の獣。ソニックを発見しては駆け付けて襲い掛かって来る。
イブリーステイカー
『ソニック・ザ・ヘッジホッグ（2006）』より。クライシスシティに登場。イブリースによって生み出された炎の鳥。上空からソニックに目掛けて火球を放つ。
イブリースクローラー
『ソニック・ザ・ヘッジホッグ（2006）』より。クライシスシティに登場。イブリースによって生み出された炎の蛇。地面、壁、天井から出没し、三叉に分かれたから刺状の火球を放つ。
エッグファイター
『ソニック ワールドアドベンチャー』より。オレンジルーフスに登場。お椀のような胴体に、小さい頭部と腕と下半身が付いたロボット。エッグポーンより胴体は大きい。ソニックに気が付くとそのまま接近して襲って来る。ホーミングアタックやブーストで撃破されると勢い良く吹き飛び、それを他の敵にぶつけてダメージを与える事も可能。
エッグランチャー
『ソニック ワールドアドベンチャー』より。オレンジルーフスに登場。エッグファイターと似ているが、こちらはロケットを発射して攻撃する。
エアロチェーサー
『ソニック ワールドアドベンチャー』より。オレンジルーフスに登場。モダンでは原作通りにソニックが走行中に後方から現れてソニックを追い越し、前方からレーザーを放つのだが、クラシックでは一定のエリアに留まってレーザーを放つ。
エアロキャノン
『ソニック ワールドアドベンチャー』より。オレンジルーフスに登場。空中に浮かびながら、ソニックに目掛けて射撃する。
ナール
『ソニック&ナックルズ』より。プラネットウィスプに登場。地面から突然飛び出し、ソニックに目掛けて射撃する。

### 青の冒険（3DS版）
ジミー "モトラ"
『ソニック・ザ・ヘッジホッグ』より。グリーンヒルに登場。鋭い爪を持った、一輪で動くてんとう虫型メカ。ソニックに目掛けて走り出す。
ビートン
『ソニック・ザ・ヘッジホッグ』より。グリーンヒルに登場。上空に飛ぶハチ型メカで、お尻からソニックに目掛けてエネルギー弾を放つ。
バサバサ
『ソニック・ザ・ヘッジホッグ』より。グリーンヒルに登場。橋のあるエリアに生息する赤いピラニア型メカで、飛び跳ねながら噛み付いて来る。
ガニガニ
『ソニック・ザ・ヘッジホッグ』より。グリーンヒルに登場。横向き歩きをするカニ型メカで、鋏からロケット（原作ではエネルギー弾）を両サイドから放つ。
メレオン
『ソニック・ザ・ヘッジホッグ』より。グリーンヒルに登場。壁に張り付きながら突如姿を現すカメレオン型メカで、エネルギー弾を放つか、飛行して体当たりする。
ガードン
『ソニック・ザ・ヘッジホッグ2』より。カジノナイトに登場。ソニックがスピンアタックやスピンダッシュを仕掛けると、バンパーでソニックを弾き飛ばしながら身を守る事が出来るが、背後からの攻撃、またはモダンソニックのソニックブーストで倒せる。
テフテフ
『ソニック&ナックルズ』より。マッシュルームヒルに登場。飛行しながらステージを徘徊している蝶々型メカ。
ヒドゥン
『ソニック&ナックルズ』より。マッシュルームヒルに登場。キノコに化けたキノコ型メカで、ソニックに目掛けて跳ねて来る。一回攻撃すると頭の帽子で弾き飛ばされるが、衝撃によって帽子が外れ、もう一度攻撃すれば倒せる。
モグモグ
『ソニック&ナックルズ』より。マッシュルームヒルに登場。地面から出現するモグラ型メカで、ソニックに目掛けてキノコを投げ付けて来る。ダメージ判定はないが、命中すると弾き飛ばされる。
キキ
『ソニックアドベンチャー』より。エメラルドコーストに登場。木などに出没するサル型メカで、ソニックに目掛けて爆弾を投げ付けて来る。
リノタンク
『ソニックアドベンチャー』より。エメラルドコーストに登場。一輪で走るサイ型メカで、ソニックに目掛けて突進して来る。
スイープ
『ソニックアドベンチャー』より。エメラルドコーストに登場。水上に浮かぶアメンボ型メカで、ソニックに目掛けて滑走して来る。
GUNハンター
『ソニックアドベンチャー2』より。ラジカルハイウェイに登場。GUNが製作した軍事用戦闘メカで、地上からソニックに目掛けてレーザーを放つ。
GUNビートル
『ソニックアドベンチャー2』より。ラジカルハイウェイに登場。GUNが製作した軍事用戦闘メカで、空中からソニックに目掛けてレーザーを放つ。
ブルーイーグル
『ソニックアドベンチャー2』より。ラジカルハイウェイに登場。GUNが製作した無人機戦闘機。飛行しては機関銃でソニックに攻撃する。
エッグフラッパー
『ソニックヒーローズ』より。ウォーターパレスに登場。エッグポーンの飛行タイプメカで、上空からソニックに目掛けて攻撃して来る。中でもクラシックではこれの巨大バージョンが水中から登場してソニックに襲い掛かって来る。
エッグナイト
『ソニックヒーローズ』より。ウォーターパレスに登場。騎士のようなデザインになっていて、刺付きの縦と鋭い槍を武器にし、ソニックに襲い掛かる。
クラーゲン
『ソニックヒーローズ』より。ウォーターパレスに登場。二本の触手を持ったクラゲ型メカで、ソニックを発見しては捕獲して来る。
エッグポーン
『ソニックヒーローズ』及び『ソニックカラーズ』より。トロピカルリゾートに登場。シリーズ御馴染みの敵キャラであり、槍やブラスターで攻撃する。
スピナ
『ソニックアドベンチャー』より。トロピカルリゾートに登場。空中に浮きながら刃を回転させて襲って来る。

## ボスキャラクター

### 白の時空（PS3/Xbox 360/PC版）
メタルソニック
『ソニック・ザ・ヘッジホッグCD』より。ステージ『スターダストスピードウェイ』にて、メタルソニックの攻撃により崩れ落ちていく道路を走りぬけながら戦う。原作では単なる競争だったが、本作では走りながら戦闘を行う。
シャドウ
『ソニックアドベンチャー2』より、ヒーローサイド最終ステージ『ファイナルラッシュ』を舞台にして戦う。原作通り走りながら戦闘を行う。原作ではシャドウの体力はゲージで表記されていたが、本作ではソニックと同じくリングによって守られており、リングが0の状態でダメージを与えることで倒すことが出来る。
ソニックたちの位置よりも遥か前方において、ピンク色の光球がステージに沿って移動しており、3つ集めると、隕石を飛ばしてシャドウのスピードを低下させ、直接体当たりすることでリングを落とさせる強力な攻撃を行うことが出来る。もちろんシャドウも集めようとしており、3つ集められると、カオススピアによる強力な攻撃を行ってくる。
シルバー
『ソニック・ザ・ヘッジホッグ（2006）』より、シルバー編第1ステージ『クライシスシティ』を舞台にして戦う。原作では町中の一定のエリア内で戦闘を行っていたが、本作ではクライシスシティの高速道路を走り、サイコキネシスで浮遊するシルバーを追いかけながら戦闘を行う。
デスエッグロボ
『ソニック・ザ・ヘッジホッグ2』より、最終ステージ『デスエッグ』を舞台にして戦う。最初は原作通りの2Dであるが、ステージ自体がエレベーターとなって上昇しており、一定のダメージを与えると周囲に足場が浮いた場所へ到着し、第2段階へ移行。ソニックがデスエッグロボのジャンプ後の着地の衝撃によって凹型に並んだ周囲の足場に吹き飛ばされ、ステージ中央にデスエッグロボが居座り、凹型に並んだ周囲の足場を移動する3Dへ移行する。
パーフェクトカオス
『ソニックアドベンチャー』より、同作のラストストーリーにある滅ぼされたステーションスクエアを舞台にして戦う。原作ではスーパーソニックの状態で戦闘を行ったが、こちらでは通常のソニックの状態で戦闘を行う。原作通り第2形態も存在するが、周囲の足場が噴水によって持ち上げられ、その足場を伝ってパーフェクトカオスの元まで行く形となっている。
エッグドラグーン
『ソニック ワールドアドベンチャー』より、同作の最終ステージであるエッグマンランドの最深部に存在する、星のマントルに近い場所に位置する通路で戦う。原作では落下し続ける足場の上で戦闘を行っているが、本作では曲がりくねった通路の中を追いかけながら戦闘を行う。終盤は縦に続く通路を落下しながら戦闘する。
タイムイーター
本作のラスボス。詳しくはキャラクターの項目を参照。

### 青の冒険（3DS版）
メタルソニック、シャドウ、シルバーは競争を行い、ビッグアーム、バイオリザード、エッグエンペラーは戦闘を行う。
メタルソニック
『ソニック・ザ・ヘッジホッグCD』より。カジノナイトを舞台にして戦う。
シャドウ
『ソニックアドベンチャー2』より。ラジカルハイウェイを舞台にして戦う。
シルバー
『ソニック・ザ・ヘッジホッグ（2006）』より。トロピカルリゾートを舞台にして戦う。
ビッグアーム
『ソニック・ザ・ヘッジホッグ3』より。ソニック3の最終ステージ『ランチベース』を舞台にして戦う。
バイオリザード
『ソニックアドベンチャー2』より。ソニックアドベンチャー2のラストストーリーステージ『キャノンズコア』を舞台にして戦う。原作ではシャドウが戦ったが、本作ではソニックが戦う。また原作では円状の足場は2ヶ所途切れている箇所があったが、本作では途切れが無く、完全な円状である。
エッグエンペラー
『ソニックヒーローズ』より。ソニックヒーローズの最終ステージ『ファイナルフォートレス』を舞台にして戦う。原作では一直線の足場の途中に円形の足場が3つ存在しているが、本作では円形の足場は一つのみであり、その周りを囲むように配置された足場を走る。
タイムイーター
本作のラスボス。詳しくはキャラクターの項目を参照。

## 予約特典
予約特典として、白の時空には「HISTORY OF THE 1ST STAGE Original Soundtrack White Edition」、青の冒険には「HISTORY OF THE 1ST STAGE Original Soundtrack Blue Edition」がそれぞれ配布された。
インターネット通販サイト「エビテン」では、上記の特典の他にソニックが彫られたクリスタルキューブを封入した「20周年記念セット」を販売していた。

## 音楽
- 瀬上純は今回サウンドディレクターを担当し、白の時空、青の冒険の両作の音楽を手がけた。
- ステージBGMは全て過去のシリーズからのBGMのリメイクで（一部例外あり）、それぞれクラシックVer.（ACT1）とモダンVer.（ACT2）による2種類のアレンジが存在する。白の時空ではアレンジ曲の他に、過去作品のステージBGMを自由に選択してステージ中に流す事が可能。
- 一部のBGMではCash CashとCircuit Freqによるリミックスが行われた。
- 『白の時空』より「City Escape : Act1」「Orange Roofs : Act1」がmaimaiにプレイ楽曲として収録された。